# Осмосис Джонс
«Осмосис Джонс» (англ. Osmosis Jones) — американский комедийный фильм с элементами анимации по сценарию  Марка Хаймана. За анимационную часть картины отвечали режиссёры Том Сито и Пит Крон, а живые сцены сняты братьями Фаррелли. В фильме сыграли Молли Шеннон, Крис Эллиотт и Билл Мюррей, а в озвучивании анимации принимали участие Крис Рок, Лоуренс Фишберн, Дэвид Хайд Пирс, Брэнди Норвуд и Уильям Шетнер. Картина показывает жизнь человека и его организма (в анимации), заостряя внимание на возникновении болезней, действия лейкоцитов и лекарств.
Премьера фильма состоялась 7 августа 2001 года и получила смешанные отзывы от критиков, которые хвалили анимацию, историю и озвучку, но критиковали живые сцены и чрезмерное использование грубого юмора. Фильм ожидал коммерческий провал — при затраченном бюджете в 70 миллионов долларов, ему удалось собрать 14 миллионов долларов в мировом прокате. Несмотря на это, после выхода фильма вышел анимационный телесериал «Оззи и Дрикс», который транслировался на Kids' WB с 2002 по 2004 год.

## Сюжет
Фрэнк Деторри — рабочий по уходу за животными в зоопарке, у которого есть десятилетняя дочь Шейн. Он не соблюдает нормы гигиену и не проявляет тревоги о микроорганизмах или о болезнях. Он пытается съесть яйцо вкрутую, но шимпанзе выхватывает яйцо, суёт его себе в рот, а затем роняет в грязь, после чего Фрэнк поднимает его и съедает, используя правило пяти секунд как оправдание антисанитарного акта.
Внутри тела Фрэнка, Осмосис «Оззи» Джонс, агент FPD, ищущий приключения бунтарь-лейкоцит, часто не подчиняющийся приказам и делающий то, что считает правильным. Он служит объектом насмешек со стороны коллег-полицейских. Его направили сражаться с бактериями во рту после того, как он увидев опасную бактерию на устрице, экстренно вызвал рвоту, попавшую на учительницу Шейн, миссис Бойд. Во время погони на вертолёте за новоприбывшими, уверяющими, что они гингивиты, и укравшими машину, Оззи был унесён в лёгкие сильным зевком. После того как бактерии ускользнули и прошли через «Иммунную» юрисдикцию, Осмосис продолжает преследование пешком, не подчиняясь приказам начальства. Промахнувшись по бактериям, Оззи попадает выстрелом в нерв Фрэнка, чем вызывает спазм ноги.
Тем временем, пока слюнные клетки работали во рту, появляется вирус по имени Трэкс (Лоренс Фишберн) который убив клетки, направляется в подмышку, чтобы призвать некоторых микробов помочь запустить смертельную инфекцию под видом простуды.
В это время Флемминг, мэр города «Фрэнк», весьма похожий на самого Фрэнка, полный и безответственный,  отмахивается от журналистов и собственного заместителя Ли и смотрит политическую рекламу конкурента, обвиняющего его в запустении пищеварительной системы. Тем временем Фрэнк из-за внезапно возникшей боли в горле давится , но прокашливается. Мэр, чтобы не подрывать свой авторитет вызовом врача, через прямое вмешательство в сознание велит Фрэнку пообещать дочке, что выпьет пилюлю от простуды, что тот позже и делает.
Шеф полиции вызывает Осмосиса, упрекая за самодеятельность и решает в целях исправления дать ему напарника, которого Осмосис едет встречать в аэропорт-желудок. Напарником оказывается пилюля Дриксенол (или коротко — Дрикс) с вишневым ароматом и способностью снимать симптомы простуды.
Осмосиса и Дрикса посылают осмотреть воспаленное горло, где Дрикс на время снимает раздражение охлаждающей струей, а Осмосис, тем временем, осматривает сгоревший слюнный бортик, где находит маленького микроба — свидетеля первой атаки Трэкса. Его случайно замораживает Дрикс. Позднее Осмосис звонит в архив и расшифровывает имя незваного гостя — «Красная смерть».
Осмосис и Дриксенол едут в носовую полость, где Трэкс с завербованными им микробами убивает охрану и организовывает прорыв шлюзов, чтобы вызвать симптом ложной простуды. Осмозис замечает бандитов и главаря и кидается их преследовать, но в этот момент «плотина» рушится, вызывая у Фрэнка обильный насморк и давая бандитам скрыться.
Мэр Флемминг толкает предвыборную речь, игнорируя советы своего заместителя, он решил руководить городом-организмом Фрэнка по-прежнему, нимало не заботясь о здоровье и потакая слабостям своего хозяина. В это время к нему заглядывают Оззи и Дрикс, мэр жмет руку Дриксу, тогда как Осмосис безуспешно пытается втолковать главе города, что дело серьёзнее, чем обычная простуда. Однако мэр советует ему «не мутить воду», после чего намекает на подмоченную репутацию. Оззи и Дрикс ссорятся, однако на предложение мэра сменить напарника Дрикс отвечает отказом и позже говорит Оззи, что тоже хочет докопаться до правды. Осмосис рассказывает о случае на школьном фестивале, который стоил репутации ему и работы Фрэнку, Дрикс поддерживает его.
Оззи и Дрикс внедряются в клуб «Прыщ», который расположен в прыще на лбу Фрэнка, и Оззи узнаёт план Трэкса: он хочет вызвать лихорадку в теле Фрэнка и тем самым убить его изнутри. Он хочет стать самым ужасным вирусом, который убивает каждую новую жертву быстрее, чем предыдущую. Он планирует убить Фрэнка за 48 часов, тем самым побив собственный рекорд. Во время потасовки Оззи запускает гранату Дрикса с лекарством в Трэкса и его дружков, вызывая прорыв прыща и убив практически всех в клубе. В это время Фрэнк пытается убедить мисс Бойд отменить запрет суда, запрещающий ему подходить к ней, с тем чтобы он смог пойти в поход вместе со своей дочерью Шейн, но внезапно прыщ разрывается, и гной попадает на губы учительнице, из-за чего она отказывает ему. Когда Оззи и Дрикс возвращаются, мэр Флемминг ссорится с ними и увольняет обоих, заставляя покинуть тело Фрэнка.
Однако Трэкс переживает взрыв и после убийства своих сторонников решает в одиночку атаковать гипоталамус Фрэнка (часть мозга, что контролирует температуру), отключив способность саморегулирования. По прибытии туда он своим заразным пальцем уничтожает протоплазменный барьер и вытаскивает молекулу ДНК. Ли Эстроген, секретарь мэра и объект воздыхания Оззи, раскрывает деятельность Трэкса и вызывает охрану. Оззи, находясь в кинотеатре, где показывают сны в мозге, обнаруживает, что Трэкс жив, экран в кинотеатре становится лихорадочно красным, а сон становится ночным кошмаром, где все смеются над Фрэнком. Осмосис спешит в мочевой пузырь и уговаривает Дрикса не покидать тело Фрэнка и помочь остановить Трэкса.
Тем временем Ли во время поиска виновника натыкается на Трэкса, тот берёт её в заложники и сбегает. Оззи и Дрикс едут из мочевого пузыря и замечают резкий рост температуры. Осмосис говорит Дриксу, что если температура будет выше 40 градусов, то Шейн осиротеет.
Тем временем Шейн едет на автобусе в поход. Её одноклассница передает ей в подарок накладные ресницы, которые Шейн примеряет. Трэкс угоняет машину, и его начинают преследовать сотрудники FPD. Фрэнк же в это время едет с братом Бобом в Буффало. Внутри него уже всё начинает краснеть из-за температуры. Оззи слышит, что у Трэкса в заложниках Ли. Полицейские сообщают, что машина движется к язычку. Герои направляются туда.
Фрэнку становится настолько плохо, что он не в состоянии вести машину, Боб вызывает неотложную помощь, которая забирает его в больницу. Мэр Флемминг кричит в отчаянии. Школьный автобус проезжает мимо «скорой», Шейн узнаёт своего папу и вместе с дядей Бобом едет в больницу. Оззи и Дрикс настигают Трэкса в язычке. Оззи спасает Ли, а Дрикс во время выстрела промахивается и замораживает заразный палец Трэкса. Вирус разбивает перепонку окна и собирается сбежать, но его окружает полиция. Тогда он вызывает у Фрэнка аллергическую реакцию с помощью пыльцы и сбегает из тела.
Оззи залезает в пушку Дрикса и пушечным ядром летит вслед за Трэксом. Он хватает его, и они оба падают в глаз Шейн. Там между ними затевается драка, в которой Трэкс побеждает. Он готовится задушить Джонса, но тут Шейн моргает, и их выбрасывает на искусственную ресницу. Трэкс тычет в Оззи своим заразным пальцем, но лейкоцит перехитрил его, организовав дыру в своём теле, в результате чего рука Трэкса с размаха застревает в реснице (он не может расплавить её, так как это не живая ткань). Джонс хватается за настоящие ресницы, а накладная отлипает и вместе с вирусом падает в спирт, который сжигает Трэкса.
Шэйн уводят, и у Оззи не остаётся шансов вернуться назад. Тем временем высокая температура разрушает город. Фрэнк умирает. Шейн вырывается из рук врачей, подбегает к отцу и просит его прощения за всё. Осмосис пользуется тем, что Шейн плачет, и со слезой падает в рот Фрэнка. Цепь Трэкса, в которой хранятся украденные хромосомы, несут в гипоталамус. Фрэнк оживает.
Осмосиса Джонса восстанавливают на работе и в полномочиях. Дриксенол становится его напарником. В конце концов Ли целует Оззи за спасение города. Шейн и Фрэнк идут в поход, а бывший мэр Флемминг с пуком улетает из Фрэнка.

## В ролях

### Анимационные персонажи
- неутомимый лейкоцит Осмосис «Оззи» Джонс (Крис Рок)
- смертоносный патогенный агент Трэкс (Лоренс Фишберн)
- лекарство от простуды Дриксенол «Дрикс» Колдрелиф, партнёр Оззи (Дэвид Хайд Пирс)
- Лиа Эстроген, возлюбленная Оззи (Брэнди Норвуд)
- Мэр Флемминг (Уильям Шетнер)
- Том Колонос (Рон Ховард)
- Шеф полиции (Джоэл Сильвер)

Также в озвучивании фильма приняли участие: Кид Рок и его бэк-группа Twisted Brown Trucker, Джонатан Адамс, Карлос Алазраки, Роджер Бампасс, Энн Локхарт, Роберт Уизд и другие.

### Живые персонажи
- Фрэнк Деторри (Билл Мюррей)
- Шейн Деторри (Елена Франклин)
- миссис Бойд (Молли Шэннон)
- Боб (Крис Эллиотт)